# Comité olympique des îles Vierges britanniques
Le comité olympique des îles Vierges britanniques (en anglais : British Virgin Islands Olympic Committee) est le comité national olympique des îles Vierges britanniques. Il représente le pays au Comité international olympique (CIO) et fédère les fédérations sportives de ce pays. Il fait partie des comités olympiques panaméricains.
Le comité est fondé en 1980 et reconnu par le Comité international olympique en 1982.